# Léčení homosexuality
Léčba (léčení, terapie) homosexuality, snahy o změnu sexuální orientace, reparativní terapie, konverzní terapie, terapie pro změnu sexuální orientace jsou označení lékařských nebo psychoterapeutických snah o změnu zpravidla homosexuální orientace. Tato snaha může vycházet buď z přesvědčení, že pouze heterosexualita je normální zdravá sexuální orientace a ostatní varianty jsou duševní porucha, nebo z jiných důvodů, které mohou jedince vést ke snaze o změnu orientace, například pokud ji prožívá jako egodystonní.
Podle Americké psychologické asociace „existuje dlouhodobá shoda behaviorálních a sociálních věd a profesí zabývajících se lékařstvím a duševním zdravím na tom, že homosexualita sama o sobě je normální a pozitivní varianta lidské sexuální orientace.“ Tato shoda je podle Royal College of Psychiatrists, American Psychological Association, National Association of Social Workers a American Academy of Pediatrics postavena na silném vědeckém základě a podložena výsledky výzkumu, zatímco pro opačné tvrzení neexistuje empirický ani vědecký základ.
Především tzv. ex-gay hnutí přesto prosazují možnost léčení homosexuality. Léčbu homosexuality většinou podstupují lidé mající výrazné konzervativní náboženské přesvědčení. Někteří z nich tvrdí, že se své homosexuality zbavili. Americal Psychological Association však konstatuje, že žádné studie neprokázaly úspěšnost ani neúspěšnost metod usilujících o změnu sexuální orientace, některé studie dokonce naznačují rizikovost těchto metod. Významné profesní zdravotnické organizace nepodporují pokusy o změnu sexuální orientace a prakticky všechny z nich přijaly prohlášení, jimiž před nimi varují odborníky a veřejnost. Americká asociace psychologů a Royal College of Psychiatrists před takovými snahami prosazovanými organizacemi jako je NARTH vyjádřily znepokojení s odůvodněním, že nejsou vědecky podložena a vytváří prostředí pro předsudky a diskriminaci.
Snahy o změnu sexuální orientace jsou kontroverzní kvůli napětí mezi hodnotami vyznávanými některými nábožensky založenými organizacemi na jedné straně a hodnotami vyznávanými organizacemi na podporu práv leseb, gayů a bisexuálů a některými profesními i vědeckými organizacemi na straně druhé.[zdroj?] Někteří jednotlivci a skupiny považují homosexualitu za symptom vývojového defektu nebo duševní selhání a tvrdí, že snahy o změnu sexuální orientace včetně psychoterapie a náboženství mohou změnit sexuální pocity a chování. Nemožnost změny pak vydávají za osobní a morální selhání jednotlivce. Zdá se, že mnoho z těchto jednotlivců a skupin pochází ze širšího kontextu konzervativních náboženských politických hnutí podporujících stigmatizaci homosexuality v politice a náboženství. Spoluzakladatel a další přední představitelé ex-gay hnutí Exodus International se v roce 2007 veřejně formálně omluvili za svou práci a škody, které způsobili lidem, kterým se snažili pomoci.

## Ve vztahu k pojmu zdraví
Posouzení, zda homosexualita je poruchou zdraví (například nemocí či poruchou), závisí na použité definici nemoci či zdraví. Samotné neuvedení v diagnostickém a statistickém manuálu ještě neznamená, že nějaký stav poruchou není[zdroj⁠?!] – pro nemoci či poruchy výslovně neuvedené existují v každé kategorii číselné kódy pro „jiné“ a „nespecifikované“ nemoci a poruchy (zakončení číslicí 8 a 9). Proto klasifikační manuály obsahují i obecné vymezení pojmu poruchy. Vzhledem k obvyklému použití kódů „jiných“ a „nespecifikovaných“ chorob/poruch však je tato úvaha na homosexualitu aplikovatelná jen velmi problematicky. Mezinárodní klasifikace nemocí MKN-10 v úvodu V. kapitoly (Duševní poruchy a poruchy chování, kódy začínající písmenem F) píše: V celé klasifikaci užíváme termín „porucha“, abychom se vyhnuli ještě větším problémům při užívání termínů „nemoc“ a „onemocnění“. „Porucha“ není přesný termín, ale užíváme ho zde pro označení existence klinicky rozpoznatelného souboru příznaků nebo chování, který je ve většině případů spojený s pocitem tísně a narušením funkce. Sociální deviace nebo samotný konflikt bez narušení osobního fungování zde nejsou zahrnuty, protože neodpovídají definici duševní poruchy. (…) Tyto popisy a vodítka nepřinášejí žádné teoretické závěry a nepředstírají, že jsou souhrnnou výpovědí o současném stavu znalostí duševních poruch. Jsou pouze souborem příznaků, na kterých se shodl velký počet poradců a odborníků v mnoha zemích jako na rozumném základu klasifikace psychických poruch.
Základním kritériem, kdy určitá vlastnost je považována za poruchu, tedy podle MKN je, zda je ve většině případů spojená s pocitem tísně nebo narušením funkce. Jde o otázku prvořadě psychologickou se sociologickým a politickým kontextem, nikoliv o otázku biomedicínskou. Z toho důvodu například z Columbia University v New Yorku (USA) ve výroční zprávě roku 2001 zaznělo stanovisko, že klasifikace duševních poruch a otázka zařazení nebo nezařazení jednotlivých položek je z podstaty nevědecká, rozlišení mezi normální osobností, osobnostními rysy a poruchami je arbitrární (náhodné, svévolné, bezobsažné). Hodnocení, zda některá vlastnost je poruchou zdraví je především vyjádřením sociálního postoje vůči osobám, které takovou vlastnost mají. Přiřazení role nemocného mívá podstatné dopady na status osoby (právo na léčbu, soucit a podporu, úlevy od obvyklých nároků a povinností, ale také izolace, povinnost podrobit se mocenské interpretaci a léčbě, někdy též snížení společenské vážnosti, omezení osobních práv a vyřazení z diskuse).
Mezi lékaři se názor, že homosexualita je nemoc, začal masověji prosazovat na přelomu 19. a 20. století. Vědecké výzkumy během několika desítek let v 2. polovině 20. století prokázaly, že homosexualita není duševní porucha ani nemoc, a v rámci uznání těchto důkazů byla homosexualita postupně vyřazena z hlavních klasifikací nemocí a poruch. Americká psychologická asociace a Australská psychologická společnost na svých webech uvádějí, že homosexuální pohlavní orientace není poruchou, že výzkum nezjistil žádnou její spojitost s psychopatologií a že jak heterosexuální tak homosexuální chování jsou normálními aspekty lidské sexuality zdokumentované v mnoha různých kulturách historických obdobích. Navzdory stále přítomným stereotypům představujícím homosexuály jako nevyrovnané osobnosti vedlo několik desítek výzkumů a klinických zkušeností významné zdravotnické, psychologické, psychiatrické a další hlavní odborné organizace k závěru, že se jedná o normální formu lidské zkušenosti a že homosexuální partnerství jsou normálním utvářením citového vztahu. Proto tyto hlavní organizace v druhé polovině 20. století opustily klasifikaci homosexuality jako duševní nemoci.
Nejvýznamnější diagnostické klasifikace v současné době neumožňují klasifikovat sexuální orientaci jako poruchu v případě, pokud svému nositeli nepůsobí významné utrpení nebo vztahové problémy, tedy pokud nevykazuje obecné znaky poruchy. Ženevská mezinárodní MKN-10 má zvláštní položku pro egodystonní sexuální orientaci, čínská klasifikace pro egodystonní homosexualitu (stejně jako americká DSM v letech 1980–1987), od roku 1987 DSM zmiňuje problémy se sexuální orientací už jen ve zbytkové položce sexuálních poruch jinde nespecifikovaných.

## Ve zdravotnických klasifikacích

### Předmoderní doba
V nejstarších klasifikačních systémech se objevovala posedlost láskou jako nemoc bez ohledu na orientaci. Například Platón rozlišoval pět druhů šílenství: prorocké, náboženské, poetické, erotické a přirozené. Jejich projevy chápal Platón ambivalentně, jako temnotu šílenství i jako inspirující políbení bohů. První čtyři druhy šílenství pocházely od bohů.
Caelius Aurelianus (4. stol. n. l.), žák Sorana z Efesu, ve své klasifikaci uvádí také satyriasis – zatemnění rozumu silnou sexuální touhou, ale jednou z osmi druhů duševních nemocí byla u něj také jedna, která je dnes překládána jako homosexualita. Rozlišuje však chorý sklon k osobám stejného pohlaví od zdravého sklonu k nim.
U Tomáše Akvinského ani v renesančních klasifikacích nemocí se láska ani homosexualita nijak nápadně neobjevuje, Paul Zacchias (1584–1659) ve spise Úvahy lékařsko-soudní uvádí zamilovanost (nemoc z lásky) jako jeden z druhů chorobné melancholie.

### Počátky moderní doby
Francois Boissier de Sauvage roku 1733 publikoval Pojednání o třídách chorob, které později rozpracoval Carl Linné. U Sauvageho v 8. třídě (Dementia) ve II. řádu (Poruchy pudové a citové) zahrnuta například nostalgie nebo nymfománie, ve III. řádu (Poruchy intelektového života) melancholie a mánie. Erotománie jako ochoření z lásky je jedním ze čtrnácti druhů melancholie.
B. A. Morel uvádí perverzi instinktů jako jeden z typů dědičného šílenství.
Emil Kraepelin v klasifikaci z roku 1883 uvádí homosexualitu mezi „stavy psychické oslabenosti“ vedle idiocie, kreténismu a slaboduchosti. Ve čtvrtém, výrazně přepracovaném vydání skupinu přejmenoval na „vývojové abnormality“, avšak obsah a nejbližší kontext zůstal stejný. V pátém (1894?) a podobně i v šestém (1899) vydání přeřadil homosexualitu mezi psychopatické stavy (degenerační šílenství), kde spolu s duševním hermafroditismem tvořila jednotku „contrérní sexuální touhy“. Sousedícími nozologickými jednotkami byly konstituční neurastenie, kompulzivní šílenství a impulzivní šílenství.
Podrobnou klasifikaci, která je již podobná dnešnímu pojetí, zavedl Richard von Krafft-Ebing zejména spisem Psychopathia sexualis (1886). V prvním vydání rozdělil „mozkové neurózy“ do čtyř kategorií, z nichž termín paraesthesia zhruba odpovídal dnešní parafilii. Náklonnost ke stejnému pohlaví mezi ně byla zahrnuta pod názvem kontrérní sexuální touhy. Později se začal přiklánět k pojetí, že homosexualita není duševní poruchou, a podpořil Ulrichsovu teorii třetího pohlaví. Ve své vlastní teorii vzniku homosexuality při embryonálním vývoji mozku již v roce 1901 místo slova „anomálie“ začal používat slovo „diferenciace“.

### Od poloviny 20. století
V roce 1952 byla homosexualita uvedena v první Diagnostické a statistické příručce duševních nemocí (DSM) Americké asociace psychiatrů mezi sociopatickými poruchami a v druhém vydání z roku 1968 mezi sexuálními deviacemi.
V cílené organizované kampani zahájené roku 1970 příznivci homosexuálního hnutí intenzivně usilovali o vyškrtnutí homosexuality z DSM. Jednou z vůdčích postav tohoto radikálního hnutí byl Franklin Kameny, astronom vyloučený z U.S. Army Map Service kvůli své homosexualitě. Zastánci práv homosexuálů narušovali lékařské konference a zesměšňovali lékaře s konzervativními názory. 14. května 1970 skupina gayů a zastánkyň ženských práv přerušila národní konferenci APA v San Franciscu na protest proti přednášce australského psychiatra o averzivní terapii. V květnu 1971 pronikla skupina 30 aktivistů na konferenci Americké psychiatrické asociace před 2000 zaskočených psychiatrů a Frank Kameny oznámil, že jeho skupina je zde, aby odmítla právo psychiatrů označovat homosexuály za nemocné nebo mentálně vadné, a prohlásil, že pro homosexuály je profese psychiatrů ztělesněním nepřátelství. Zároveň vyzval psychiatry, aby homosexuály pokládali za lidské bytosti, ne za pacienty k léčbě. 7. června 1971 Kameny napsal dopis APA, v němž prohlásil, že tato akce byla jen začátkem intenzivní kampaně homosexuálů usilující o změnu přístupu psychiatrie k homosexualitě nebo, pokud by tato snaha neuspěla, o diskreditaci psychiatrie.
Následně na jejich popud Národní institut pro duševní zdraví v USA sponzoroval kritické podrobné přezkoumání. Tato i některé následné studie dospěly k závěru, že neexistuje empirický ani vědecký základ, proč pokládat homosexualitu jako takovou (samu o sobě) za poruchu nebo nenormálnost a ne za normální a zdravou sexuální orientaci.
V roce 1973 Výbor APA pro nomenklaturu a statistiku pod vedením Roberta L. Spitzera se schválením dozorčí rady a shromáždění Americké asociace psychiatrů s odvoláním na provedené studie rozhodl o vypuštění homosexuality z Diagnostického a statistického manuálu duševních poruch (DSM). V rezoluci uvedl, že „homosexualita jako taková nenese žádné zhoršení úsudku, stability, věrohodnosti nebo všeobecných sociálních anebo pracovních schopností“, a odsoudila veškerou diskriminaci homosexuálů. V 7. vydání DSM-II v roce 1974 již nebyla homosexualita výslovně uvedena a byla nahrazena obecnější kategorií sexual orientation disturbance (porucha sexuální orientace).
Vzhledem k odporu, který toto rozhodnutí vyvolalo u konzervativně smýšlejících lékařů, inicioval konzervativní psychiatr Charles Socarides, že APA všem 17 905 svým členům APA roku 1974 rozeslala dopis se žádostí o vyjádření ke změně. Souběžně National Gay Task Force (NGTF) rozeslala všem členům dopis, v němž na ně naléhala, aby hlasovali pro vymazání, avšak neuvedla se v něm jako původce dopisu. 9. dubna 1974 byly oznámeny výsledky. Odpovědělo 10 555 oslovených, z toho 5854 psychiatrů se vyjádřilo pro vyškrtnutí, 3810 pro zachování, 367 se stanoviska písemně zdrželo. V jiném průzkumu, z roku 1978, 69 % z dotázaných amerických psychiatrů stále považovalo homosexualitu za „patologickou adaptaci“. Existují i další výzkumy, které naznačují, že většina psychiatrů v celosvětovém rámci spojuje stejnopohlavní sexuální chování s duševní nemocí.
Sexuolog Antonín Brzek se domnívá, že hlavním motivem byla snaha odstranit společenskou a právní diskriminaci homosexuálních osob vyplývající z medicinalizace jejich orientace. Někteří autoři tvrdí, že tyto změny byly způsobeny více politickými než vědeckými faktory. Rozhodnutí APA o vypuštění homosexuality v roce 1973 bylo jediným případem, kdy ke změně klasifikace DSM došlo mimo obvyklý proces nového nebo revidovaného vydání DSM, rozhodnutí bylo přijato neobvyklou rychlostí a obešlo obvyklé postupy rozhodování. Ronald Bayer, ač je počítán k prohomosexuálním psychiatrům, však zastává názor, že revize příručky představovala kapitulaci APA pod politickým a sociálním tlakem, nikoliv nová data nebo vědecké teorie ohledně lidské sexuality.
V DSM-III (1980) se objevila egodystonní homosexualita. Počínaje vydáním DSM-III-R (1987) není homosexualita jako porucha opět uváděna vůbec. V DSM-IV-TR je obsažena kategorie „sexuální poruchy jinde nespecifikované“, která může zahrnovat „trvalé a výrazné utrpení související se sexuální orientací“.
Americká psychologická asociace v roce 1975 zaujala stejnou pozici jako Americká psychiatrická asociace a usilovala o to, aby všichni odborníci na duševní zdraví pomohli rozptýlit stigma duševní nemoci, které bylo dlouho spojováno s homosexuální orientací. Podobný postoj přijala i Národní asociace sociálních pracovníků v USA, která měla téměř 150 tisíc členů. Také podle prohlášení skupiny vlivných amerických organizací z roku 2006 většina výzkumníků i odborníků na duševní zdraví uznává, že být homosexuálem v podstatě nepředstavuje žádnou překážku pro vedení zdravého, šťastného a produktivního života a že většina gayů a leseb si vede dobře v celé řadě sociálních institucí a mezilidských vztahů.
Světová zdravotnická organizace v roce 1992 nezařadila homosexualitu do nové, 10. revize Mezinárodní klasifikace nemocí. V roce 1994 následovala Japonská společnost psychiatrů a neurologů a v roce 2001 Čínská organizace psychiatrů.
Neexistují absolutní standardy pro rozlišení normality od nenormality, avšak obecně jsou pro posouzení užívána čtyři kritéria: statistická neobvyklost, osobní distres, maladaptivita a odchylka od společenských norem. Většina výzkumů prokazuje, že homosexualita sama o sobě není neslučitelná s duševním zdravím, avšak nepopírají výrazně nižší statistickou frekvenci homosexuality oproti heterosexualitě (tak jako například levorukost) a nasvědčují příznačně zvýšené koincidenci s některými psychickými problémy (vyšší užívání alkoholu a některých dalších drog a psychofarmak, vyšší využívání psychologického poradenství, vyšší výskyt depresí a sebevražedných tendencí, pokusů a myšlenek na smrt, vyšší výskyt paranoidních a psychosomatických symptomů, generalizované úzkostné poruchy, poruchy chování (conduct disorder). Otázky maladaptivity a sociální deviantnosti nejsou čistě empirické.
Podle Royal College of Psychiatrists široká paleta výzkumů dokazuje, že být gayem, lesbou nebo bisexuálem je kompatibilní s normálním duševním zdravím a sociálním přizpůsobení. Někteří však v důsledku toho, že je diskriminuje společnost a někdy odmítají přátelé, rodiny a ostatní včetně zaměstnavatelů zažívají zvýšený výskyt duševních problémů a problémů se zneužíváním látek. Ačkoliv konzervativní politické skupiny v USA tvrdí, že tento vyšší výskyt je potvrzením toho, že homosexualita je sama o sobě duševní nemocí, na podporu tohoto tvrzení neexistuje žádný důkaz.
Panamerická zdravotnická organizace, pobočka Světové zdravotnické organizace, v květnu 2012 zveřejnila své stanovisko v dokumentu s názvem "'Léčení' nemoci, která neexistuje – Údajné terapie zaměřené na změnu sexuální orientace postrádají medicínské opodstatnění a jsou eticky nepřijatelné.": "Mnoho lidí žijí je plný odmítání, špatného zacházení a násilí kvůli tomu, že jsou vnímány jako 'jiní'. Miliony z nich jsou oběťmi přístupů nedůvěry, opovržení a nenávisti kvůli své sexuální orientaci. Tyto projevy homofobie jsou založené na netoleranci vycházející ze zaslepeného fanatismu stejně jako pseudovědeckých názorů považujících neheterosexuální a nerozmnožovací sexuální jednání za 'odchylku' nebo důsledek 'vývojové vady'. Bez ohledu na původ a projevy má jakákoliv forma homofobie negativní vliv na příslušné lidi, jejich rodiny a přátelé i celou společnost. ... Zatímco je politováníhodné každé vyjádření homofobie, škody způsobené zdravotními profesionály v důsledku ignorance, předsudku nebo netolerance jsou absolutně nepřijatelné a musí se jim vyhnout za každou cenu. ... Snahy o změnu neheterosexuální sexuální orientace postrádají medicínské opodstatnění, protože homosexualita nemůže být považována za patologický stav. Existuje profesionální shoda na tom, že homosexualita představuje přirozenou variantu lidské sexuality bez jakéhokoliv vnitřně škodlivého efektu na zdraví příslušných lidí nebo lidí jim blízkých. V žádném z těchto jednotlivých projevů homosexualita nepředstavuje poruchu nebo nemoc, a proto nevyžaduje žádnou léčbu. Z těchto důvodů byla homosexualita vyjmuta z relevantních systémů klasifikací nemocí před několika desítkami let. Vedle absence medicínských symptomů vyžadujících léčbu neexistuje ani vědecký důkaz o efektivitě snah o změnu sexuální orientace."

## Léčebné postupy
Se záměrem vyléčit nebo léčit homosexualitu se používají nebo používaly postupy obvyklé při léčbě parafilií nebo sexuálních deviací (léčba vychází z přesvědčení, že homosexualita mezi ně patří).
Kurt Freund v roce 1962 rozděloval léčebné metody na tři typy:
- hormonální postupy
- farmakoterapie a fyzikální postupy používané v jiných odvětvích psychiatrie
- psychoterapeutické metody.

Zároveň tvrdil, že jedině účinnost psychoterapie nelze zcela vyloučit.

### Hormonální postupy
Za první pokusy o hormonální terapii se považuje sdělení Steinacha a Lichtensterna (1918), kteří po odnětí tuberkulózního varlete a nahrazení druhého varlete žlázou jiného muže údajně pozorovali heterosexuální sklony. Jejich hypotézu, že odňatá žláza byla hermafroditní, o tři roky později vyvrátil Sternberg. Ještě do 40. let dvacátého století se objevovaly zprávy o zásadní účinnosti hormonální terapie, převážily však studie, které jakoukoliv účinnost zcela vyvracely. V případě pedofilie nebo jiných parafilií jsou však různé typy hormonálních a jiných farmakologických zásahů uplatňovány běžně i nadále, aniž by jejich opodstatněnost byla doložena přesvědčivěji.
Mezi hormonální postupy se řadí i chirurgická kastrace nebo její náhrada farmakologickým tlumením nebo rentgenovým ozařováním. Theiler uvádí, že zkušenosti s terapeutickou kastrací byly získány zejména v Německu (1933–1945), Dánsku (od roku 1929), Finsku (od roku 1950), skandinávských zemích a Nizozemsku, Spojených státech a Švýcarsku. Hackfield (1933) uvádí první kastrace z psychiatrické indikace na Curyšské klinice počátkem 20. století. Hodnocení účinnosti a etických aspektů kastrace jako postupu zejména vůči sexuálním delikventům jsou dodnes předmětem sporů, třebaže homosexuální sexuální aktivity již v západním světě nejsou řazeny mezi sexuální delikty.
Mezi nepříznivými vedlejšími účinky kastrace (zčásti typické i pro nechirurgické hormonální zásahy) se uvádí otylost, gynekomastie, změny v rozložení tuku a ochlupení, hypertrofie nadledvin a mozkového podvěsku, narušení metabolismu, deprese, dysforie a snížení psychické výkonnosti, apatičnost a hypochondrie, pocity méněcennosti a navazující psychické problémy.
Na serveru 004.cz zdůrazňují u neúspěšné hormonální léčby, že odlišnost nespočívá v nedostatku hormonů, ale v odlišné reakci mezimozku na hormon.

### Obecné farmakologické a fyzikální postupy
Ve 40. a 50. letech 20. století byly činěny pokusy o léčbu homosexuality pomocí elektrošoků (Thompson, 1949), kardiazolových šoků (Owensby, 1940), inhalace kysličníku uhličitého (Meduna, 1950), mozkové chirurgie čili stereotaktických operací (Thompson, 1955; Spiegel a kol. 1956). Většina z těchto pokusů skončila buď přímo neúspěchem, nebo deklarovaný úspěch nebyl později přesvědčivě potvrzen.
Na serveru 004.cz zmiňují neúspěšnou averzivní (odnaučovací) léčbu elektrošoky[zdroj?] (avšak jako součást averzivní terapie), neúspěšnou intoxikační „léčbu“ za pomoci LSD[zdroj?] a neurochirurgický zásah s blíže neurčenou pravděpodobností poškození jiných mozkových center.[zdroj?]

### Psychoterapeutické postupy

#### Verbální a racionální terapie
Koncem 19. a počátkem 20. století se objevovaly zprávy o pokusech a úvahách léčit homosexualitu pomocí hypnózy a sugesce. Jejich účinnost byla již v téže době jinými autory popírána. V první čtvrtině 20. století referovalo několik autorů o léčbě různých sexuálních úchylek tzv. „asociační terapií“, která měla spočívat v metodickém řízení fantazijního života, podporováním „normálních“ představ erotickou četbou a obrázky a potlačováním perverzních asociací. Na podobném principu je založena Bechtěrevova metoda „odvrácením pozornosti“ s využitím hypnózy, sugesce a persuase. Do podobné kategorie patří snahy o sebekontrolu homosexuála. Homosexuál nevyhledává homosexuální vztahy a kontakty, snaží se bránit se homosexuálním emocím a chovat tak, jak se tradičně očekává od jeho pohlaví. A. Ellis (1956) podobné vedení k sexuálním vztahům s opačným pohlavím nazýval „racionální psychoterapií“.
Sigmund Freud (podobně jako A. Ellis a Stekel) předpokládal, že všichni lidé jsou v jádru bisexuální, a proto za léčbu (v roce 1920) považoval především uvolnit „homosexuálně zúžené osobě“ zatarasenou cestu k druhému pohlaví. Někteří psychoanalyticky zaměření autoři (např. Ferenczi, 1911) odvozují homosexualitu z neurotismu. Množství autorů popisuje případy homosexuality údajně vyléčené psychoanalýzou. Typické pro tyto přístupy je nepotlačovat prvoplánově city k osobám stejného pohlaví, ale rozvíjet city a aktivity směrem k osobám opačného pohlaví.
Účinnou součástí psychoterapie může být narušování homosexuální identity, tedy přesvědčování pacienta o tom, že v jeho případě nejde o permanentní homosexualitu, ale lze vysvětlit psychoanalyticky jinak (chybějící otec, potřeba přátelství atd., viz Stevenson a Wolpe, 1960).
Hadden (1957) zdůrazňoval přednost skupinové terapie v tom, že „racionalizace pacientů se velmi rychle rozpadají“. Tématy ve skupině mají být zločiny spáchané homosexuálními lidmi, časté sebevraždy takových osob, pocity osamělosti a nepříjemná situace v heterosexuální společnosti, což by mělo pacienta vést k tomu, že se pokusí vzdát homosexuálního života a navázat vztahy se ženami.

#### Reflexní terapie
Dunlap (1932) tvrdil, že zakořeněné zlozvyky se dají vymýtit tím, jsou-li s rozmyslem a soustředěně prováděny tehdy, když k nim není chuti. Navrhoval použít podobný postup i u homosexuality.
Krajní podobou této myšlenky je tzv. averzivní terapie, tedy vytvoření podmíněného reflexu, který by pacientovi znemožňoval navazovat homosexuální vztahy. Například je „léčený“ homosexuál při sledování eroticky přitažlivých homosexuálních podnětů nucen ke zvracení. S touto metodou, inspirovanou léčbou alkoholiků, experimentovali v Československu v padesátých letech 20. století Freund a Srnec. Po několika desetiletích byl účinek této terapie někdy s nadsázkou lékaři i gay aktivisty popisován tak, že po úspěšné terapii pacienti zvraceli, když uviděli sexuologa Freunda, ale jejich sexuální orientace se nezměnila.

## Terapie homosexuality v současnosti
I přes výše uvedené argumenty stále přetrvávají skupiny odborníků, kteří prosazují právo homosexuálů zvolit si, že chtějí svou homosexualitu léčit. Ex-gay je kontroverzní termín používaný především ve Spojených státech amerických k popisu osob, které se dříve identifikovaly jako gay nebo lesba, ale nyní se identifikují jako heterosexuální.
Podle Jeffreyho Satinovera ex-gay skupiny tvrdí, že vědecká obec přijala své postoje k homosexualitě v důsledku politické a nikoli vědecké úvahy. Zastánci léčby cílené na změnu orientace většinou tvrdí, že homosexualita je multifaktorálně podmíněný fenomén, který kromě vrozených dispozic ovlivňují také psychosociální skutečnosti. Někteří zdůrazňují, že genetický ani jiný biologický základ homosexuality nebyl dostatečně popsán či prokázán. Dnešní zastánci terapie považují odepření veřejné podpory výzkumu změny sexuální orientace za narušování vědecké svobody a za narušování svobody homosexuálně orientovaných osob zvolit si, zda se chtějí své homosexuality zbavit. Mnozí z nich prohlašují, že v rámci diverzity zasluhuje respekt jak volba žít homosexuálně, tak i volba se změnit. Také brožura vydaná v roce 2008 Americkou psychologickou asociací nabádá organizace pečující o duševní zdraví, aby „respektovaly právo klienta na sebeurčení a byly citlivé na jeho rasu, kulturu, etnický původ, věk, pohlaví, pohlavní identitu, sexuální orientaci, náboženství, společensko-ekonomický stav, jazyk a zdravotní postižení při práci s klientem a odstranily předsudky na základě těchto faktorů.“
Zastánci konverzní či reparativní terapie tvrdí, že je možné změnit sexuální orientaci člověka a citují výzkumy na podporu tohoto tvrzení, například se odvolávají na studii Roberta Spitzera z roku 1999, prezentovanou roku 2001 a publikovanou v recenzovaném odborném časopise roce 2003 (viz níže), nebo o knihu, v níž publikovali Stanton Jones a Mark Yarhouse výsledky longitudinální studie změn nábožensky motivovaných změn sexuální orientace. Autoři studie došli k závěru, že ze vzorku 98 lidí usilujících o změnu sexuální orientace 15 % oznámilo změnu sexuální orientace během 3 let. Americká psychologická asociace se odmítla k studii vyjádřit.
a další studie.
Mezi nejvýznamnější světové zastánce léčby patří odborné sdružení lékařů NARTH představující poměrně malý počet členů (na 1500) vzhledem k hlavním organizacím jako jsou Americká asociace psychiatrů (35 000) a Americká asociace psychologů (150 000). Podle psychiatra a psychoterapeuta Jacka Dreschera, předsedy Komise pro záležitosti gayů, leseb a bisexuálů Americké asociace psychiatrů v letech 2000–2006 a minulého prezidenta Americké asociace psychiatrů pro město New York, vystupují mluvčí NARTHu jako odborníci na duševní zdraví pro konzervativní a náboženské skupiny, vyznačují se sofistikovanou prací s médii a objevují se na veřejnosti ve frekvenci, která neodpovídá jejich vlivu v odborných kruzích. Role NARTHu v debatách o sexuální orientaci doprovází kreacionistické vědce nebo příznivce inteligentního stvoření v mediální diskuzi o výuce evoluce. Jack Drescher uvádí, že mnoho politických a náboženských skupin odmítajících výuku evoluce odmítá také kulturní normalizaci homosexuality a tak podobnosti ve strategii příznivců inteligentního stvoření a konverzní terapie nejsou náhodné. Tyto strategie podle Jacka Derschera zahrnují:
- Představení záležitosti široké veřejnosti tak, jako by existovala diskuse mezi odborníky.
- Vytvářejí think tanky a propagují své odbornou komunitou nepříliš uznávané experty do médií, kde představující široké veřejnosti marginální teorie.
- Apelují na smysl veřejnosti pro férovou hru a odvolávají se na údajnou diskriminaci příznivců příslušné marginální teorie na akademickém poli.
- Napadají veřejně motivy hlavních organizací a jednotlivců, jejichž vědecké práce diskreditují marginální teorii.
- Matou veřejnost používáním pečlivě vybraných citací a vědecky znějící kritiku na podporu marginální teorie a kritizují hlavní teorii.

Podle Jacka Dreschera jsou mluvčí NARTHu zastánci psychodynamických teorií, tedy teorií dlouho zavržených hlavními organizacemi pro duševní zdraví.
Názor o léčitelnosti homosexuality popularizuje například Gerard van den Aardweg, autor knihy Terapie homosexuality, jejíž český překlad kruhy spjaté s hnutím Exodus bezplatně rozesílaly do škol, což vyvolalo mediální pozornost.
Psychoterapeut Richard A. Cohen bývá označován za jednoho z nejznámějších terapeutů, kteří v USA praktikují konverzní terapii. Tvrdí, že stejnopohlavní přitažlivost („SSA-Same sex attraction“, resp. „same-sex attachment disorder“) je léčitelná, a na podporu mužů, žen a dětí, kteří se jí rozhodli zbavit, založil vzdělávací a poradenskou organizaci International Healing Foundation. Cohen je dle svých slov bývalý a vyléčený homosexuál. Jeho metoda spočívá zejména v tom, že přitažlivost k osobám stejného pohlaví reinterpretuje (odhaluje její „skryté významy“) jako potřebu stejnopohlavní rodičovské lásky, potřebu genderové identifikace a strach z intimity z opačného pohlaví. Pro léčení využívá například bioenergetiku a terapii objetím (Holding therapy), která byla asociací NARTH odmítnuta a označena za potenciálně nebezpečnou.
V České republice léčbu homosexuality podporuje a propaguje zejména čtyřčlenné občanské hnutí Exodus vlastnící webovou doménu homosexualita.cz. Zpravodajsky se na téma léčení homosexuality zaměřuje web Hnutí pro život ČR.
Na Slovensku je zastáncem možnosti léčby doc. MUDr. Alojz Rakús, psychiatr, dlouholetý československý i slovenský poslanec za KDH a kolem roku 2000 též předseda Slovenské psychiatrické společnosti, později děkan Fakulty zdravotnických specializačních studií na Slovenské zdravotnické univerzitě. Rakús uváděl, že podle „různých metaanalytických studií“ je úspěšnost psychoterapeutické léčby homosexuality až 52 %.
Terapie homosexuality v křesťanství

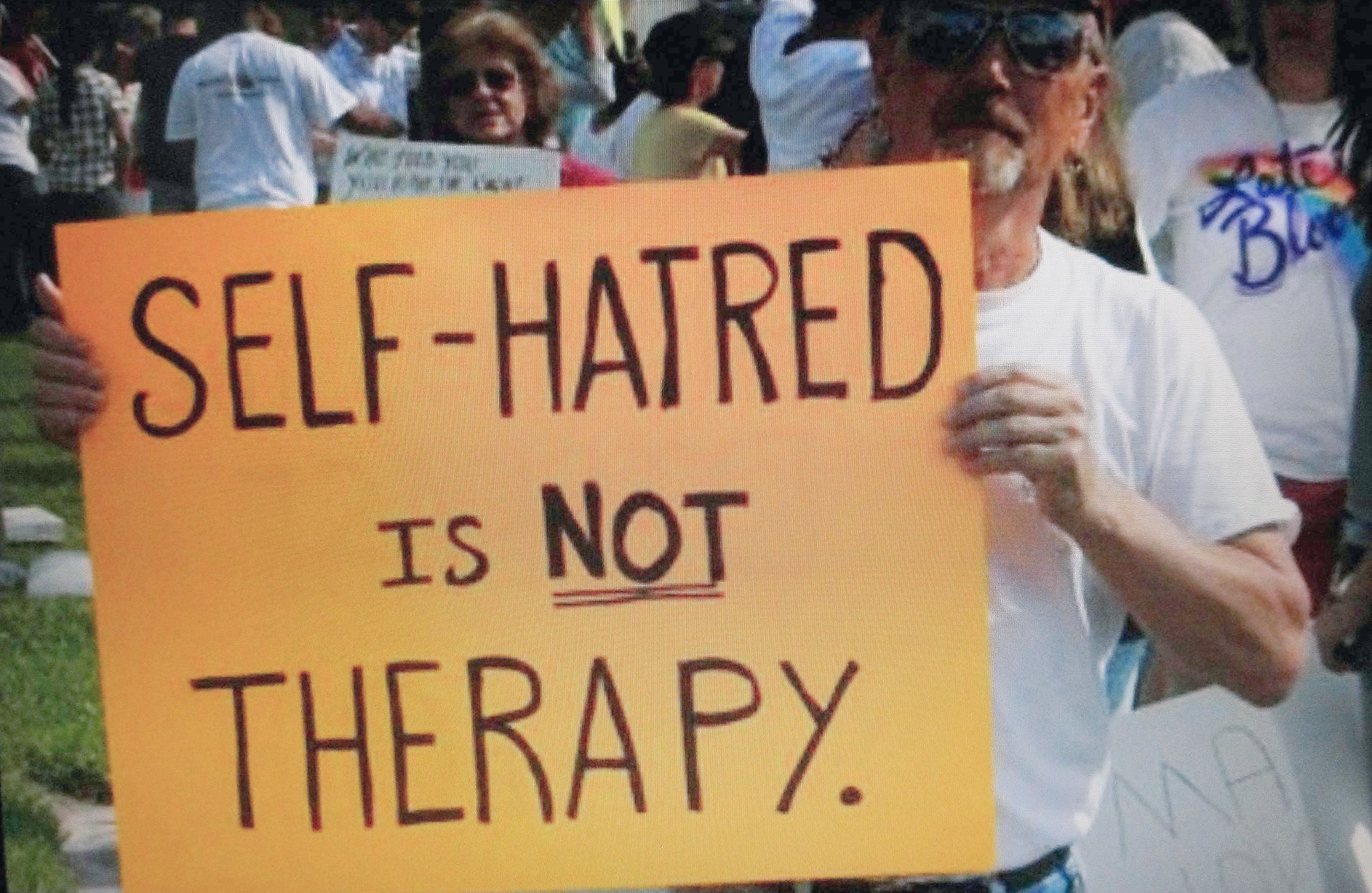
Protest za zákaz praktikování konverzní terapie v Connectitutu, USA. https://www.youtube.com/channel/UCuiK2XdDcyAd7TS9ioMqx6A/

Ačkoliv je v křesťanských církvích diskriminace homosexuálně orientovaných jedinců odmítána, tak při veřejném působení církví vzniká prostor, kde jsou tito jedinci diskriminováni nepřímo či skrytě. V některých zemích je v současné době zakázáno profesionálním poskytovatelům zdravotní péče nabízet a provozovat konverzní terapii.[1] Léčení homosexuality je považováno na základě provedených výzkumů a za současného stavu vědeckého poznání za problematickou záležitost. Jak upozorňují někteří odborníci, pro působení náboženských institucí existují výjimky na úrovni zákona, co se týče jejich možnosti působit na homosexuální věřící a tudíž je zde ponechán možný nekontrolovatelný prostor pro provádění konverzní terapie.[2] Jedná se zejména o pastorační praxi jako jsou duchovní rozhovory, duchovní doprovázení, nebo svátost smíření, které se často odehrávají v soukromí mezi věřícím a poskytovatelem pastorační péče. V této praxi mohou být jedinci, zejména v mocensky slabší pozici – např. dospívající, lidé v těžké životní situaci, vystaveni tlaku  a požadavku na změnu své sexuální orientace. To může zahrnovat praktiky, které nejsou nepodobné praktikám používaným při konverzní terapii. Na toto téma v České republice podrobněji hovoří např. teolog Jaroslav Lorman. Dalším příkladem je tragická smrt 14letého Filipa Havlíčka, který pociťoval napětí mezi náboženským učením a svojí sexuální orientací jako neúnosné a ukončil svůj život. Reflexi stávající situace, kdy v praxi v rámci katolické církve dochází k diskriminaci věřících s homosexuální orientací, lze najít v papežské exhortaci Amoris Laetitia, která tento fakt přiznává a snaží se nabídnout prostředky k tomu, aby se tato situace změnila.
[1] https://en.wikipedia.org/wiki/Conversion_therapy
[2] http://dspace.creighton.edu:8080/xmlui/bitstream/handle/10504/124721/CLR_52-4_Graham.pdf?sequence=1&isAllowed=y

## Terapeutická skepse a kritika
Jádrem kritiky a předmětem sporů jsou zejména:
- otázka možnosti změny homosexuální orientace člověka na heterosexuální (vyléčitelnosti homosexuality), též vzhledem k jejímu nevyjasněnému původu,
- etická opodstatněnost a oprávněnost takové léčby (ve vztahu ke společenské akceptaci homosexuality),
- možnost nepříznivých dopadů léčby (či pokusů o léčbu) na kvalitu života a nepříznivé vedlejší účinky léčby,
- etická oprávněnost výzkumu původu homosexuality a veřejné podpory tohoto výzkumu.

K možnosti léčby homosexuality byli skeptičtí například Magnus Hirschfeld (1918), H. Ellis (1905), Kronfeld (1923).
Odpůrci teorie o léčitelnosti homosexuality namítají, že při použití všech těchto druhů terapie zůstane vlastní sexuální orientace homosexuála nezměněna a jde nejvýš o změnu sebeinterpretace nebo životního stylu, ne samotného založení. I někteří zastánci léčby (ve shodě s psychoanalytickým pojetím) popisují možný výsledek léčby jako převod manifestní homosexuality v latentní (Serog, 1931), nikoliv její odstranění. Zprávám o vyléčených je vytýkána přílišná vágnost a povrchnost a malá ověřitelnost, podrobnost a kritičnost.
Serog (1931) popisuje svého „vyléčeného“ pacienta takto: „Může se sice nyní (po léčbě) v protikladu k dřívějšku silně pohlavně vzrušit ženami, sám však shledává, že sdružování s nimi je pouze něco čistě tělesně sexuálního. Hlubší náklonnost k ženské bytosti dosud nepocítil a nemůže si také představit, že by ji mohl pocítit. Duševně se cítí nadále přitahován více muži, pouze zde lze mluvit o skutečném citu.“
Některé psychoterapeutické postupy, zejména tzv. kognitivně-behaviorální a manipulativní skupinovou terapii, lze z hlediska metod a účinnosti porovnávat s indoktrinací a brainwashingem. To může být i etickým problémem.[zdroj?]
Za zásadní problém všech forem léčby homosexuality bývá jejími odpůrci zpravidla pokládáno, že vede k potlačení, nikoliv odstranění bytostné potřeby lásky a intimity, a proto může být na úkor kvalitě života a životní spokojenosti, vést k rozvoji neuróz, dysforií a depresí vedoucích v krajních případech až k sebevraždě. K podobným následkům ovšem může vést i „neléčená“ homosexualita, pokud pro jejího nositele není vzhledem k okolnostem reálně dosažitelný uspokojivý vztah nebo pokud ustát ve svém prostředí odlišný způsob života nebo jej sladit se svým světonázorem je pro něj větším problémem než absence vztahu odpovídajícího jeho zaměření.[zdroj?] N. Whitehead v časopise Journal of Human Sexuality vydávaném NARTH uvádí, že podle čtyř z šesti studií u pacientů prodělávajících konverzní terapii nebyla zaznamenána zvýšená míra pokusů o sebevraždu oproti stavu před terapií, přičemž mírné zvýšení rizika pokusů o sebevraždu by mohlo odpovídat dočasnému zvýšení u jiných forem psychologické péče.
Za nebezpečný je označován[kým?] pohled, který neschopnost změny orientace považuje za osobní a morální chybu.
Z metodologického hlediska jsou kritizovány[kým?] studie, které dokládají úspěšnost léčby homosexuality. Některým z nich je vytýkáno, že pro podporu svých argumentů vytrhávají vědeckou literaturu z kontextu nebo extrapolují informace ze studií, které se zaměřují na jiné populace. Je připomínáno[kým?], že úspěšnost ani bezpečnost pokusů o změnu sexuální orientace nejsou spolehlivě vědecky prokázané. Americká psychiatrická asociace však ve svém prohlášení z roku 2000 připomněla, že vědecky není spolehlivě prokázán ani opak, tedy neúspěšnost a nebezpečnost léčby.
Hlavní odborné organizace (Americká organizace psychologů, Americká organizace psychiatrů, Americká akademie pediatrů a další) v USA oficiálně vyjádřily znepokojení nad pokusy o změnu sexuální orientace a varovaly před jejich nebezpečím.
Americká psychiatrická asociace v roce 1997 ve svém prohlášení napsala: „Možná rizika reparativních terapií jsou velká a zahrnují depresi, úzkost a sebedestruktivní chování. Mnoho pacientů, kteří podstoupili reparativní terapii uvedlo, že byli nesprávně informováni, že homosexuálové jsou osamocení a nešťastní jedinci, kteří nemohou dosáhnout přijetí nebo spokojenosti.“ Zároveň uvedla, že chybí jasný průkaz efektu reparativních terapií směřujících ke změně sexuální orientace. Americká psychiatrická asociace přitom přihlížela k tomu, že také Americká asociace psychologů, Národní asociace sociálních pracovníků a Americká akademie pediatrů se vyjadřovaly proti reparativní terapii. Podobný postoj vyjádřilo i Australské psychologické sdružení, a mnohé další odborné organizace.
Od důvěry v reparativní terapii se odklonili i někteří psychoanalytici a i v náboženském prostředí se objevily myšlenky bojující proti tradičním biblickým interpretacím odsuzujícím homosexualitu, které představují základ pro náboženské typy reparativních terapií.
V prohlášení APA z roku 2000 se píše: „Dosud neexistují vědecky potvrzené studie, které by zřetelně potvrzovaly úspěšnost nebo naopak škodlivost reparativního léčení. Vědecké poznatky o výběrových kritériích, rizicích a výhodách léčby a její dlouhodobé výsledky jsou nedostatečné. Odborné písemnictví se skládá spíše z kasuistik jednotlivců, kterým se změna sexuální orientace podařila, dále těch, kteří ji hodnotili jako škodlivou a dalších, kteří se o léčbu nejprve pokusili a později své rozhodnutí změnili.“ APA kritizuje, že literatura o reparativních terapiích nejenže ignoruje vliv sociální stigmatizace gayů a leseb na vytváření motivace k léčení homosexuality, ale sama k této stigmatizaci dále přispívá a jednostranně opomíjí možná rizika léčby. APA doporučila provedení seriózního výzkumu Národním institutem pro duševní zdraví a akademickými výzkumníky, který by upřesnil rizika a výhody reparativních terapií.
Dle průzkumu, který mezi 101 náhodně vybranými odborníky APA provedl John Norcross, aniž by jmenoval nějakou konkrétní metodu, je léčení homosexuality pravděpodobně zdiskreditované.

### Spitzerova studie
Dr. Robert Spitzer, který jako autor zdůvodnění Americké psychiatrické asociace hrál klíčovou roli při vyškrtnutí homosexuality z DSM v roce 1973, provedl v roce 1999 výzkum 200 lidí, kteří o sobě prohlašovali, že jsou úspěšně vyléčeni z homosexuality. V roce 2001 představil na výročním zasedání APA výsledky této studie. Podle jeho závěrů je pro některé vysoce motivované jedince změna sexuální orientace možná a během terapie 66 % zkoumaných mužů a 44 % zkoumaných žen dosáhlo „dobrého heterosexuální fungování“. Spitzer nikdy neprohlašoval, že by výsledky jeho studie mohly být zobecňovány všeobecně na homosexuální populaci. Když byl po 16 měsících redaktory New York Times dotázán na 200 probandů z jeho vzorku a na možnou úspěšnost léčby, řekl, že jen nalézt 200 dobrovolníků pro výzkum mu trvalo rok a půl, a proto počet homosexuálů, kteří by se mohli úspěšně stát heterosexuálními, bylo asi velmi nízké. Také připomněl, že účastníci studie byli mimořádně nábožensky založení.
V téže době došlo i k mírnému posunu v oficiálních stanoviscích APA, která ještě roku 1997 jednostranně upozorňovala na škody způsobované reparativní terapií, zatímco v roce 2000 vyhlásila, že „dosud neexistují vědecky potvrzené studie, které by zřetelně potvrzovaly úspěšnost, nebo naopak škodlivost 'reparativního' léčení“. Od Spitzerovy studie se však Americká psychiatrická asociace v roce 2001 oficiálně distancovala a upozornila, že studie nebyla odborně recenzována a že neexistuje publikovaný vědecký důkaz podporující účinnost reparativní terapie jako léčby pro změnu sexuální orientace. V roce 2003 však Spitzer studii publikoval v Archives of Sexual Behavior. To vyvolalo spor a jeden sponzorující člen na protest rezignoval.
Vůči Spitzerově práci bylo vzneseno několik námitek. B. A. Robinson nebo Gregory Herek vytýkají práci jako nedostatky použití nenáhodného a příliš malého vzorku (vzorek byl vybrán konverzními terapeuty, 86 účastníků bylo vybráno ex-gay a anti-gay organizacemi, pouze 40 % osob ze vzorku bylo před léčbou vyhraněně homosexuálních – Spitzer však ve svých závěrech nevycházel z předpokladu, že by vzorek měl být reprezentativní) a špatná kritéria úspěšnosti léčby (zkoumaní jedinci mohou mít tendence propagovat konverzní terapie, nebyla provedena následná studie ověřující dlouhodobost změny orientace).
V roce 2002 Ariel Shidlo a Michael Schroeder zveřejnili recenzovanou studii, podle níž si 88 % účastníků Spitzerova výzkumu nezachovalo změněnou sexuální orientaci a 3 % (8 respondentů) oznámila změnu své orientace na heterosexuální. Ostatní oznámili buď ztrátu sexuálního pudu nebo pokus o dodržení celibátu bez dopadu na to, co je přitahuje. Někteří z účastníků, kteří neuspěli, pocítili hanbu a podstupovali po mnoho let další programy konverzních terapií. 7 z těch 8 respondentů, kteří ohlásili změnu sexuální orientace, pracovalo jako konzultant nebo lídr ex-gay organizací.
V březnu 2012 Spitzer v rozhovoru pro časopis American Prospect uvedl: "Kritici (studie) měli z velké části pravdu. ... Profesionálně lituji pouze tohoto." V dopise zaslaném editorovi časopisu Archives of Sexual Behavior, kde dříve publikoval svou studii, uvedl: "Věřím, že dlužím gay komunitě omluvu za mou studii s neprokázanými tvrzeními o efektivitě reparativní terapie. Také se omlouvám jakékoliv homosexuální osobě, která ztrácela čas a energii podstupováním nějaké formy reparativní terapie kvůli víře, že jsem prokázal účinnost reparativní terapie u 'vysoce motivovaných jedinců'."